# Fintan McKeown
Fintan McKeown (1957) è un attore irlandese.

## Carriera
Ha preso parte a varie produzioni televisive e cinematografiche britanniche a partire dal 1984. Nel 1998 ha rivestito un ruolo da comprimario nel film Svegliati Ned (Waking Ned) di Kirk Jones.
Tra i ruoli più noti vi sono quelli di Michael Sullivan in Star Trek: Voyager, di re Odino in Merlin, di Amory Lorch nella serie HBO Il Trono di Spade (Game of Thrones) e di Seamus Brady in Hollyoaks. Nel 2016 è nel cast del docu-drama Barbarians - Roma sotto attacco nel ruolo di Igolumero.

## Filmografia

### Cinema
- Eat the Peach, regia di Peter Ormrod (1986)
- Amata immortale (Immortal Beloved), regia di Bernard Rose (1994)
- Svegliati Ned (Waking Ned), regia di Kirk Jones (1998)
- Shergar, regia di Dennis C. Lewiston (1999)
- Nostradamus, regia di Tibor Takács (2000)
- Conspiracy of Silence, regia di John Deery (2003)

### Televisione
- The Irish R.M. – serie TV, 2 episodi (1984-1985)
- Screen One – serie TV, 2 episodi (1989, 1991)
- Parnell & the Englishwoman – miniserie TV, 1 episodio (1991)
- Screen Two – serie TV, 1 episodio (1994)
- Pie in the Sky – serie TV, 1 episodio (1996)
- Bugs - Le spie senza volto (Bugs) – serie TV, 2 episodi (1996)
- Supply & Demand – film TV (1997)
- Star Trek: Voyager - serie TV, episodi 6x11 e 6x17 (2000)
- Lei, la creatura (Mermaid Chronicles Part 1: She Creature) – film TV, regia di Sebastian Gutierrez (2001)
- In Deep – serie TV, 2 episodi (2002)
- The Agency – serie TV, 1 episodio (2002)
- Merlin – serie TV, 2 episodi (2009-2012)
- Coming Up – serie TV, 1 episodio (2010)
- Il Trono di Spade (Game of Thrones) – serie TV, stagione 2, 4 episodi (2012)
- Hollyoaks – serie TV, 25 episodi (2012-2013)
- La Bibbia - Dio nella storia (The Bible) – miniserie TV, 1 episodio (2013)
- Atlantis – serie TV, 1 episodio (2013)
- Barbarians - Roma sotto attacco (Barbarians Rising) – docu-drama, 3 episodi (2016)